# Cybister lateralimarginalis
Cybister lateralimarginalis là một loài bọ cánh cứng bản địa của miền Cổ bắc (bao gồm châu Âu), Cận Đông và Bắc Phi. Ở châu Âu, nó chỉ được tìm thấy ở Áo, Quần đảo Baleares, Belarus, Bỉ, Bosna và Hercegovina, Bulgaria, Corse, Kríti, Croatia, Cộng hòa Síp, Cộng hòa Séc, Đan Mạch lục địa, Quần đảo Dodecanese, Chính quốc Pháp, Đức, Hy Lạp lục địa, Hungary, Chính quốc Ý, Kaliningrad, Latvia, Luxembourg, Cộng hòa Macedonia, Ba Lan, Chính quốc Bồ Đào Nha, România, Nga (trừ phần phóa bắc và tây nam), Sardegna, Sicilia, Slovakia, Slovenia, Chính quốc Tây Ban Nha, Thụy Điển, Thụy Sĩ, Hà Lan, Ukraina, và Nam Tư.

## Hình ảnh

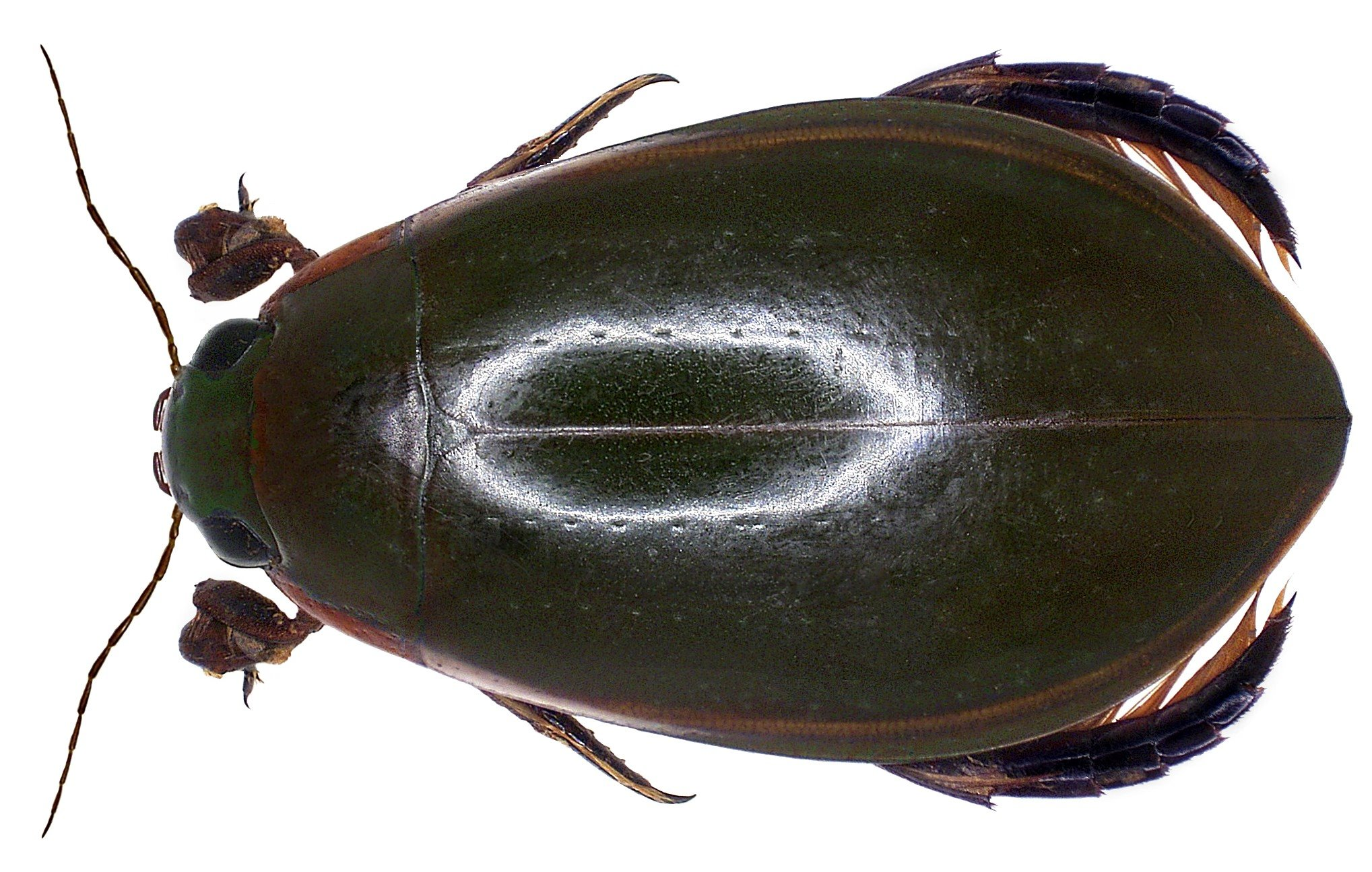
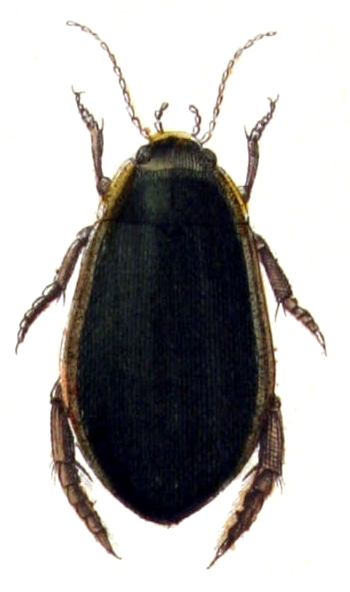
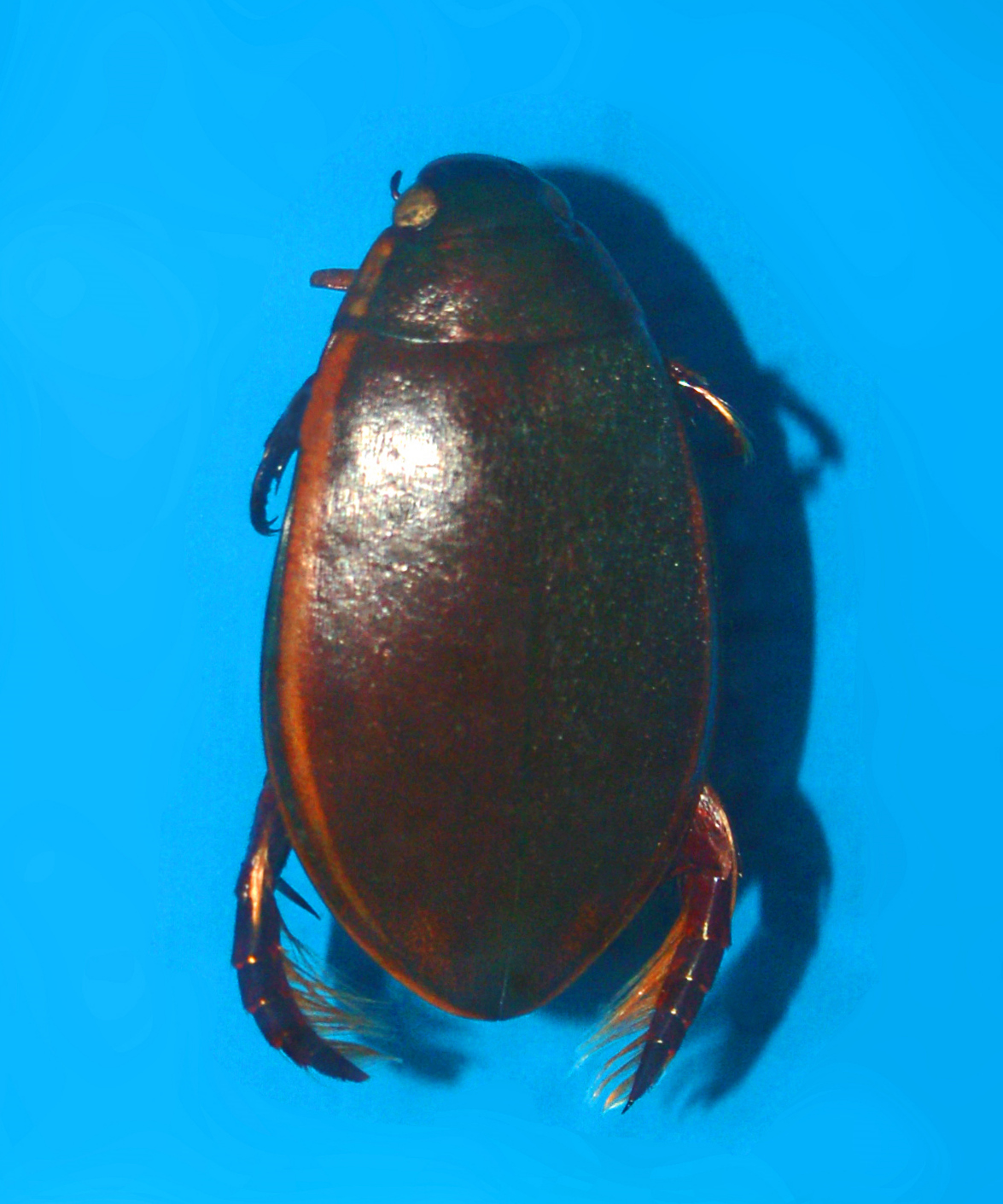
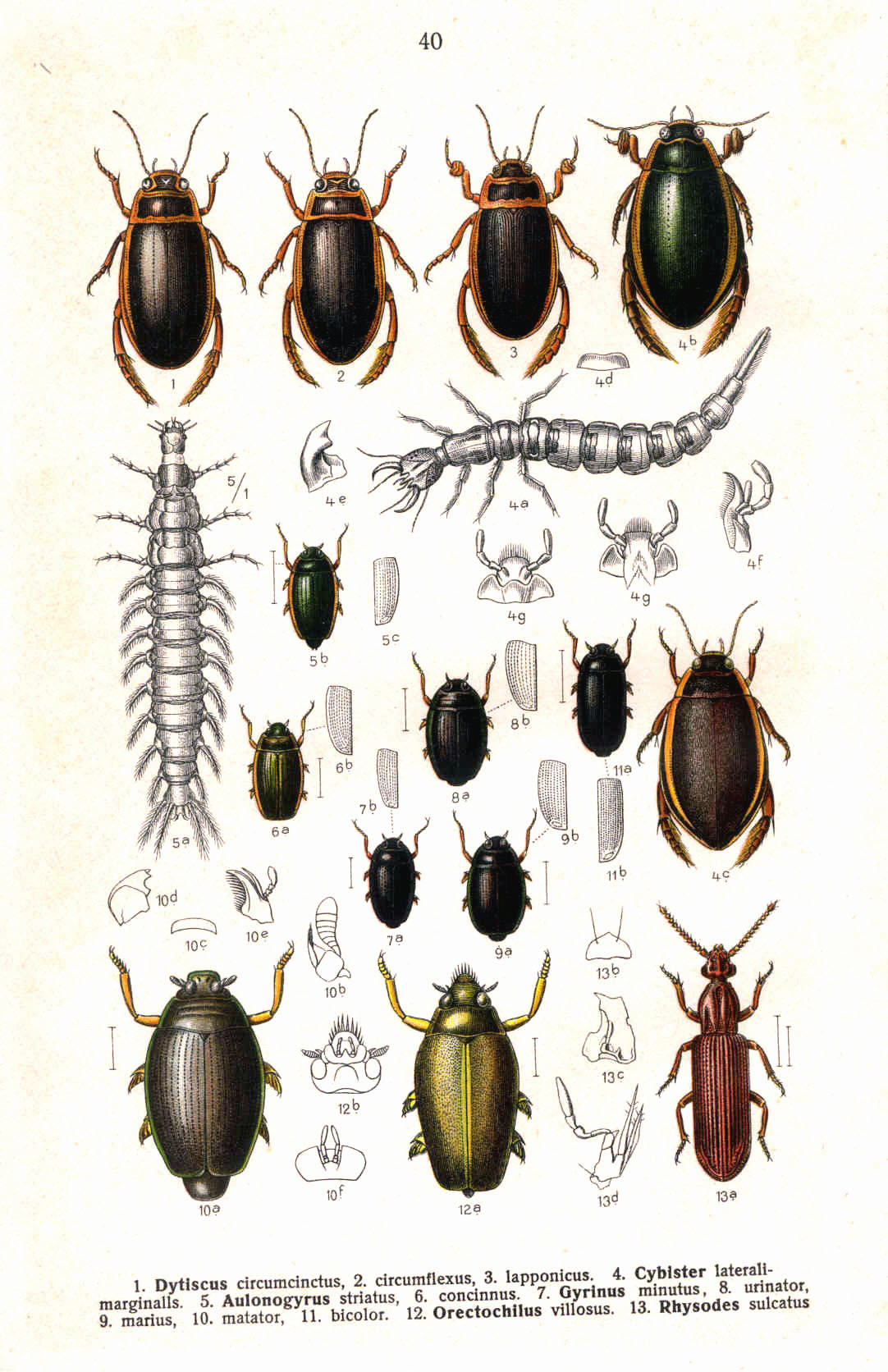